# Galerij van de Koninklijke Verzamelingen
De Galerij van de Koninklijke Verzamelingen (Spaans: Galería de las Colecciones Reales), voorheen Museo de Colecciones Reales, is een openbaar museum in Madrid, gelegen op een helling naast de Almudenakathedraal en het Koninklijk Paleis van Madrid, nabij het park Campo del Moro. Er is een selectie van topstukken te zien uit de Spaanse kroonverzameling, die beheerd wordt door het Patrimonio Nacional. 
De opening was voorzien in 2015, maar het museum opende pas op 30 juni 2023 de deuren. Het museum werd officieel ingehuldigd op 26 juli 2023 door Koning Felipe en koningin Letizia, in gezelschap van premier Pedro Sánchez.

## Architectuur
Het gebouw uit grijze graniet is gebouwd naar een ontwerp van Mansilla + Tuñón Architects, die in 2002 de prijsvraag wonnen. De architect heeft hiermee verschillende architectuurprijzen gewonnen, waaronder de "Premio de Arquitectura Española". Het museum bevat in totaal 40.475 m² expositieruimte.

## Afbeeldingen

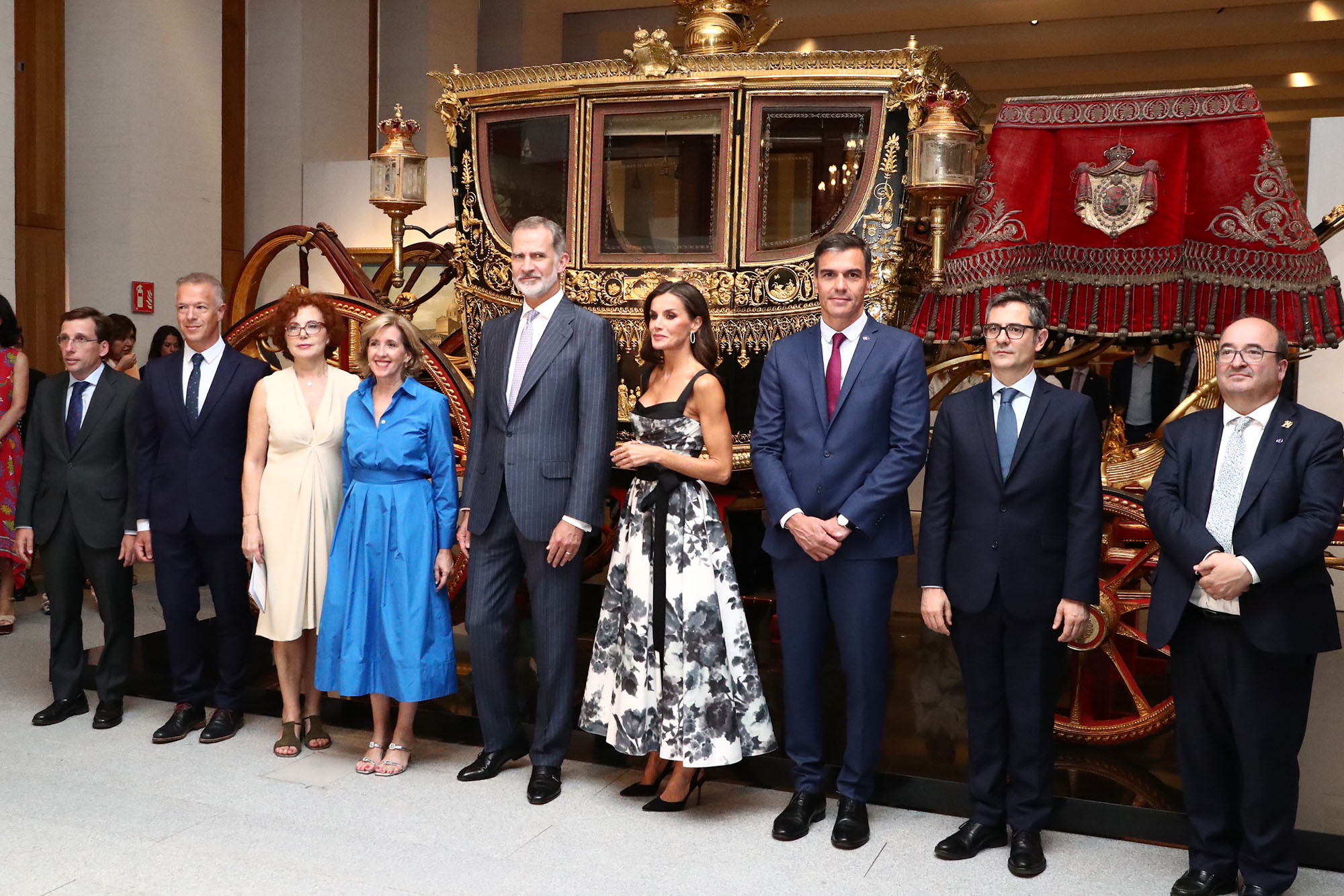
Opening van het gebouw door koning Filips van Spanje.
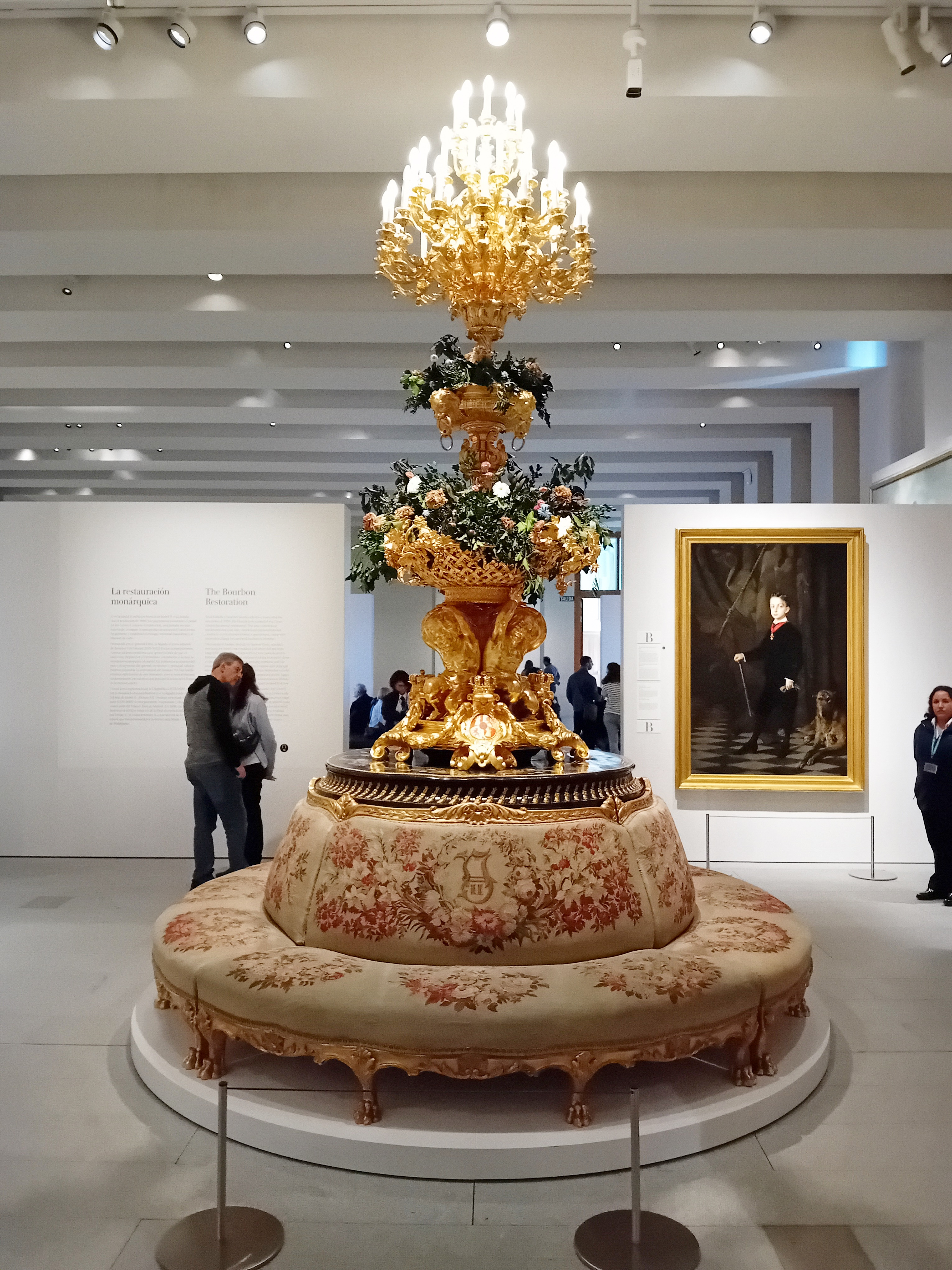
Interieur
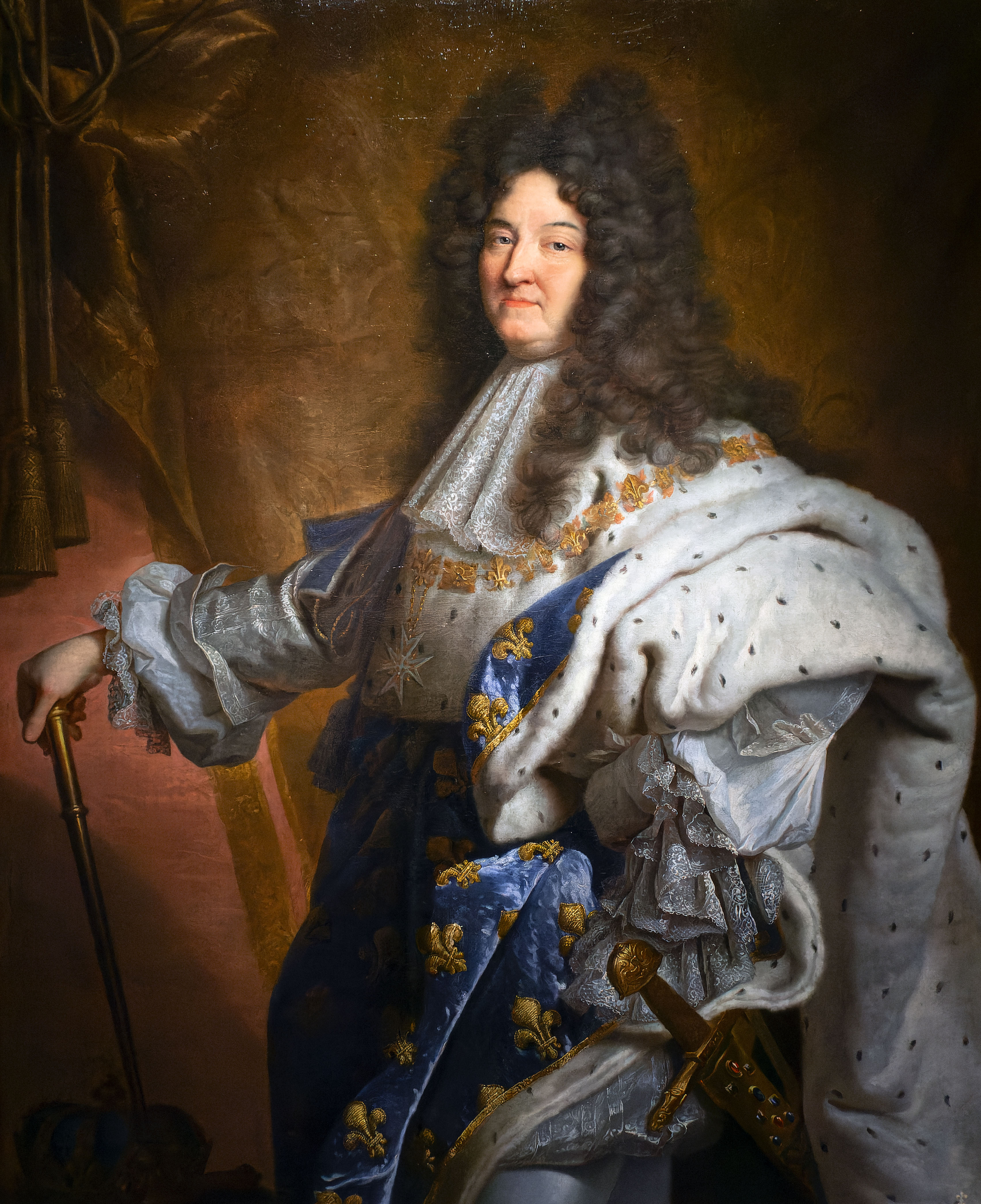
Portret van Lodewijk XIV, door Hyacinthe Rigaud
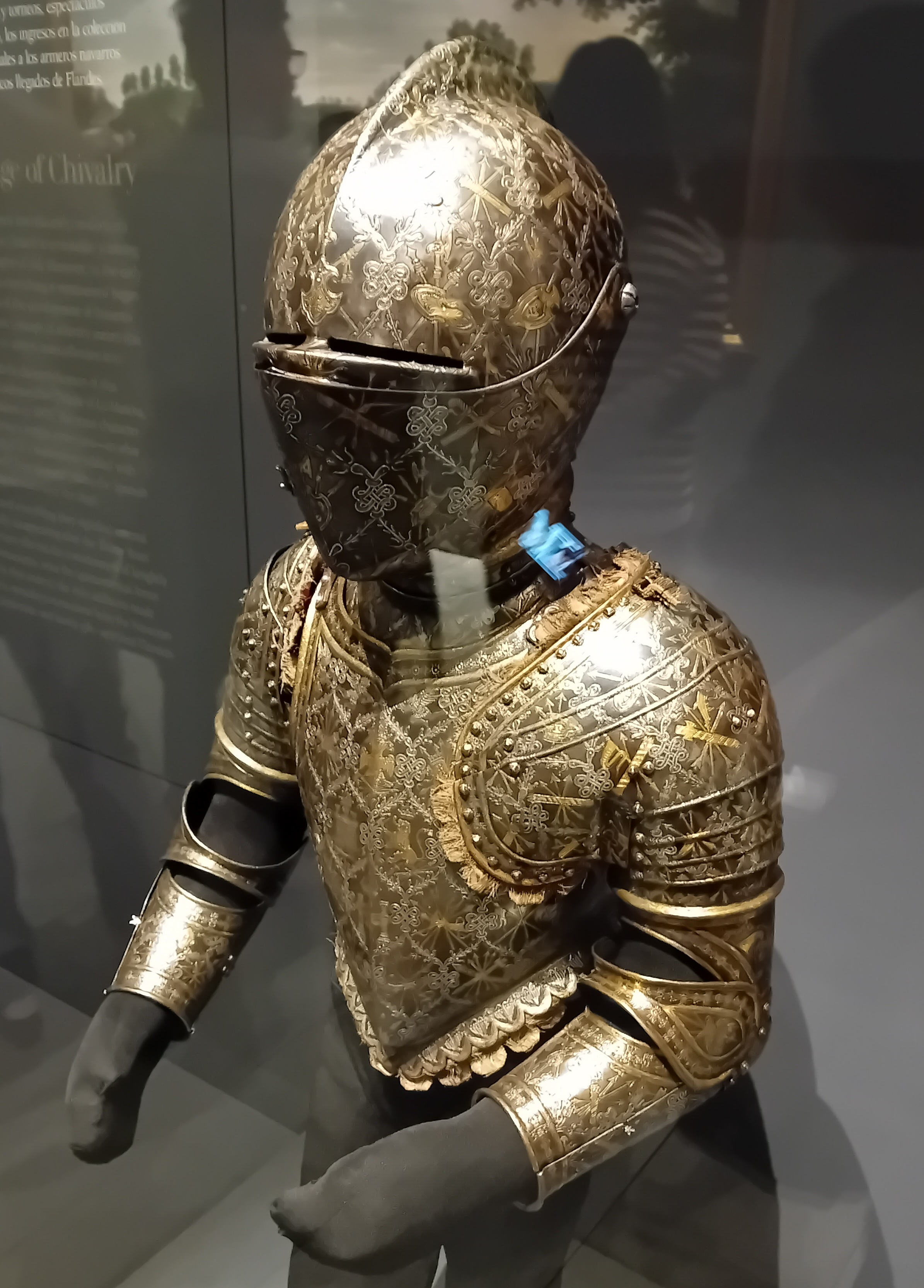
Kinderharnas van koning Filips IV van Spanje
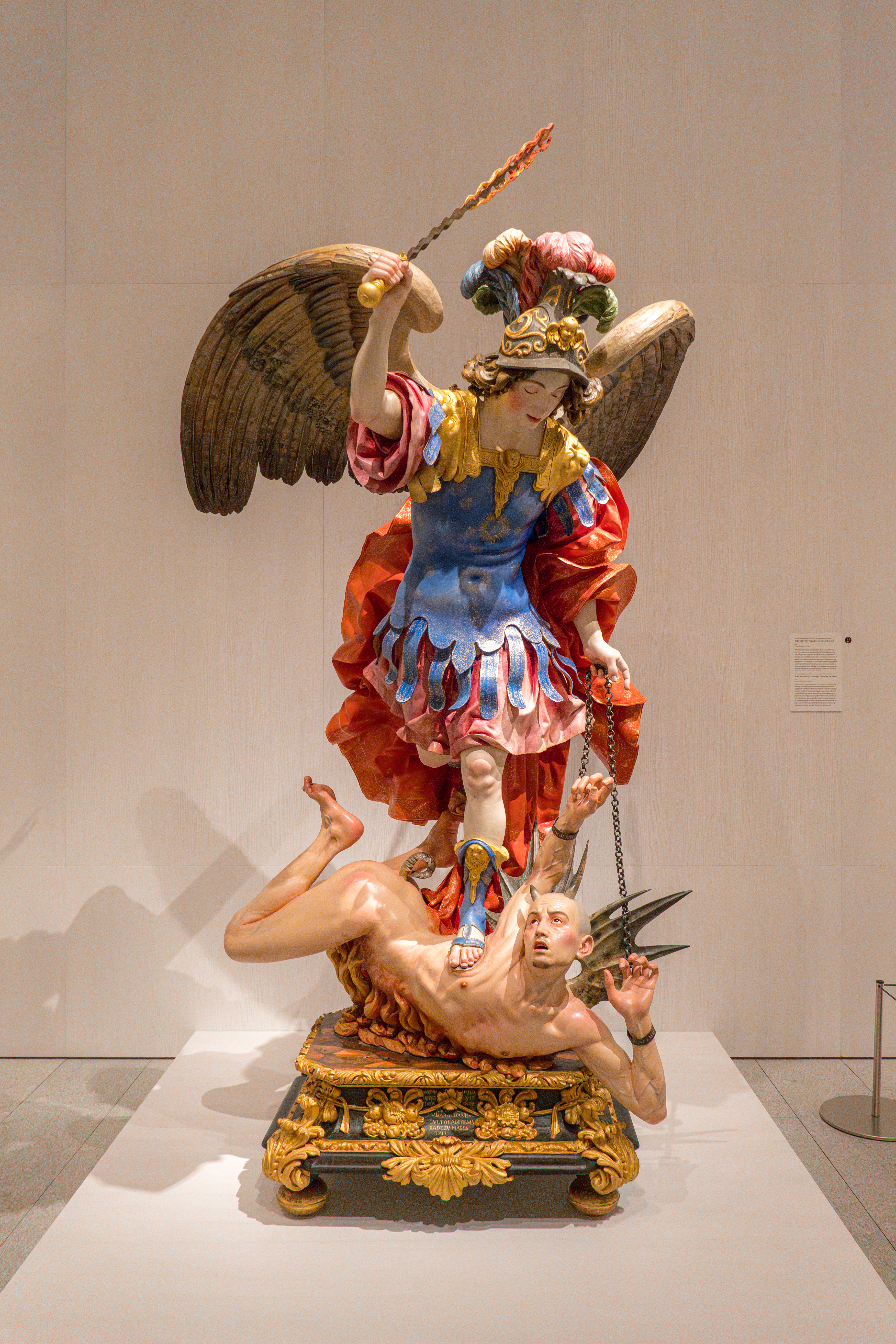
Sint-Michiel door "La Roldana"